# Pleasantville (Ohio)
Pleasantville – wieś w Stanach Zjednoczonych, w stanie Ohio, w hrabstwie Fairfield.